# Joan Salvat-Papasseit
Joan Salvat-Papasseit, como era conhecido Joan Salvat i Papasseit (Barcelona, 16 de maio de 1894 – 7 de agosto de 1924), foi um poeta de nacionalidade catalã, considerado o máximo representante do futurismo em língua catalã e um importante agitador cultural a incentivar a poesia de vanguarda.

## Biografia
De origem humilde, trabalhou desde muito jovem e, em 1916, envolvido com círculos independentistas e anarquistas de esquerda, foi preso em função de um artigo para uma revista de orientação libertária. Em 1918 passou a editar uma revista de poesia de vanguarda que será considerada "futurista" e casou-se depois de um noivado de 6 anos. Muito catalanista, é nesta época começou a se interessar pelo futurismo.
Seu livro El poema de la rosa als llavis (1923) incluía também caligramas e é considerado uma das maiores obras erótico-amorosas da poesia do século XX na Europa. Via na literatura de vanguarda um instrumento para atacar as "instituições burguesas".
Terminou por fundir um certo tradicionalismo com vanguardismo.
Morreu precocemente, aos 30 anos de idade, de tuberculose.
Posteriormente, sua obra passou a ter muita repercussão, em função de seus poemas terem sido musicados por vários artistas famosos na Espanha.

## Obras

### Poesia
- Poemes en ondes hertzianes (1919)
- L'irradiador del port i les gavines (1921)
- Les conspiracions (1922)
- La gesta dels estels (1922)
- El poema de La rosa als llavis (1923)
- Óssa Menor (1925, edição póstuma)

### Prosa
- Glosas de un socialista (1916)
- Fum de fàbriques (1917)
- Humo de fábrica (1918)
- Concepte del Poeta (1919)
- Contra els poetes amb minúscula - Primeiro manifesto futurista catalão (1920)
- Pròleg de La Batalla- La Batalla, livro de Daniel Cardona i Civit (1923)
- Notes biogràfiques (1934, edição póstuma)